# Maderón
El maderón és un material nou i alternatiu format a partir de fustes inertes com ara les closques de nous triturades o altres materials lignocelulósics barrejats amb resina el qual permet elaborar una gran diversitat de productes. El maderón és un material biomimètic perquè imita la fusta. Aquest material s'utilitza en diferents camps tals com recobriment de parets, mobles o taüts. Té una semblança amb el duralmond perquè es formen d'una manera molt semblant.
Per la seva fabricació es realitza mitjançant un motlle (element que dona nom al procés de fabricació: modelat). Aquest procés barreja les closques amb resina, d'aquesta manera es crea una massa viscosa que gràcies a la temperatura i a la pressió es solidifica i queda amb la forma desitjada d'una manera sòlida i resistent. Degut al seu procés de fabricació pot adoptar formes i textures molt diverses. Aquesta massa viscosa s'injecta en els motlles on la resina es polimeritza i acaba eixugant-se adoptant la forma del motlle. Això genera grans avantatges a l'hora de realitzar peces corbades i complicades.
El maderón de la mateixa manera que el material que imita permet tot tipus d'acabats, es pot pintar, envernissar, serigrafiar i també cargolar, perforar, polir...A més a més també obtenim un altre tipus d'avantatges com la inexistència de nusos i vetes. Gràcies a aquest material s'obtenen grans avantatges ecològiques perquè en reutilitzar elements de rebuig com són les closques de nou creem un material per a substituir un altre que extraiem de la naturalesa i que cada cop és més escàs. Aquestes avantatges són molt variades com per exemple que sigui ignífug o que sigui un material fàcilment biodegradable.